# エレーヌ・ジュルダン＝モランジュ

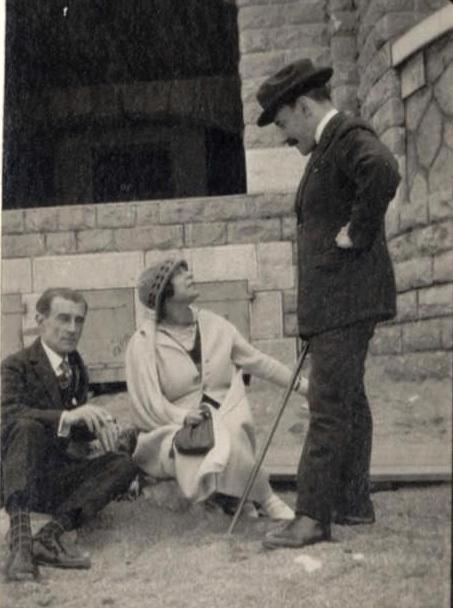
左から、モーリス・ラヴェル、ジュルダン＝モランジュ、リカルド・ビニェス。（1923年）

エレーヌ・ジュルダン＝モランジュ（Hélène Jourdan-Morhange, 1888年 - 1961年）はフランスの女性ヴァイオリニスト。
同時代の音楽の霊感豊かな演奏家として知られ、とりわけ1917年からモーリス・ラヴェルと親交を結び、そのお気に入りの演奏家になったことで知られている。1922年にはラヴェルの《ヴァイオリンとチェロのためのソナタ》を初演し、1927年には《ヴァイオリン・ソナタ》をラヴェルに献呈されている（また、ポール・パレーからもヴァイオリン・ソナタを献呈された）。
両手の関節リウマチを患ったために、早くの引退を余儀なくされた。後年、ラヴェルに関する回想録を上梓している。
1913年にフランスの画家ジャック・ジョルダン（Jacques Jourdan: 1880-1916）と結婚するが夫は1916年に戦死した。その後、画家のリュック＝アルベール・モロー（1882-1948)と知り合い、1946年に20年間の同棲生活の後、結婚の手続きをした。

## 著書
- Ravel et nous, Éditions du Milieu du monde, 1945 ;

Biographie de Maurice Ravel, préfacée par Colette et illustrée par Luc-Albert Moreau.
- - 日本語訳：『ラヴェルと私たち』安川加寿子・嘉乃海隆子（共訳）、音楽之友社、1968年